# Lista över världsarv i Nordamerika
Detta är en lista över världsarven i Nordamerika. Idag (3 augusti 2010) finns här 97 världsarv, därav 60 kulturarv, 35 naturarv och 2 kultur- och naturarv. Detta motsvarar 10,6 % av alla världsarv. Till Nordamerika har världsarv i Bermuda, Grönland och Nederländska Antillerna räknats av från respektive land i Europa.
| K | Kulturarv            |
| N | Naturarv             |
| X | Kultur- och naturarv |

## Belize
| År   | Typ | Namn              |
| ---- | --- | ----------------- |
| 1996 | N   | Belize barriärrev |

## Bermuda(Storbritannien)
| År   | Typ | Namn                                          |
| ---- | --- | --------------------------------------------- |
| 2000 | K   | Historiska staden Saint George med fästningar |

## Costa Rica
| År   | Typ | Namn                                                                  |
| ---- | --- | --------------------------------------------------------------------- |
| 1983 | N   | Talamanca Range-La Amistadreservaten (delvis i Panama, utvidgat 1990) |
| 1997 | N   | Cocos Island nationalpark (utvidgat 2002)                             |
| 1999 | N   | Guanacaste naturskyddsregion (utvidgat 2004)                          |

## Dominica
| År   | Typ | Namn                            |
| ---- | --- | ------------------------------- |
| 1997 | N   | Morne Trois Pitons nationalpark |

## Dominikanska republiken
| År   | Typ | Namn                         |
| ---- | --- | ---------------------------- |
| 1990 | K   | Kolonialstaden Santo Domingo |

## El Salvador
| År   | Typ | Namn                               |
| ---- | --- | ---------------------------------- |
| 1993 | K   | Joya de Cerens arkeologiska område |

## Grönland(Danmark)
| År   | Typ | Namn                                         |
| ---- | --- | -------------------------------------------- |
| 2004 | N   | Ilulissatfjorden, Avannaata kommun Grönland  |
| 2018 | N   | Aasivissuit-Nipisat, Qeqqata kommun Grönland |

## Guatemala
| År   | Typ | Namn                                        |
| ---- | --- | ------------------------------------------- |
| 1979 | X   | Tikal                                       |
| 1979 | K   | Antigua Guatemala                           |
| 1981 | K   | Arkeologiska parken och ruinerna i Quiriguá |

## Haiti
| År   | Typ | Namn                                                             |
| ---- | --- | ---------------------------------------------------------------- |
| 1982 | K   | Nationalhistoriska parken med citadellet, Sans-Souci och Ramiers |

## Honduras
| År   | Typ | Namn                      |
| ---- | --- | ------------------------- |
| 1980 | K   | Mayaområdet i Copán       |
| 1982 | N   | Rio Plátano biosfärområde |

## Kanada
| År   | Provins/Territorium       | Typ | Namn |
| ---- | ------------------------- | --- | --- |
| 1978 | Newfoundland och Labrador | K   | L'Anse aux Meadows |
| 1978 | Northwest Territories     | K   | Nahanni nationalpark |
| 1979 | Alberta                   | N   | Dinosaur Provincial Park |
| 1979 | Yukon                     | N   | Kluane/Wrangell-St Elias/Glacier Bay/Tatshenshini-Alsek: Kluane nationalpark                                                                       |
| 1979 | British Columbia          | N   | Kluane/Wrangell-St Elias/Glacier Bay/Tatshenshini-Alsek: Tatshenshini-Alsek provinspark                                                            |
| 1981 | British Columbia          | K   | SGaang Gwaii (Anthony Island) |
| 1981 | Alberta                   | K   | Head-Smashed-In Buffalo Jump |
| 1983 | Northwest Territories     | K   | Wood Buffalo nationalpark |
| 1984 | Alberta                   | N   | Parker i kanadensiska Klippiga bergen: Nationalparkerna Banff, Jaspers                                                                             |
| 1984 | British Columbia          | N   | Parker i kanadensiska Klippiga bergen: Nationalparkerna Kootenay och Yoho, provinsparkerna Hamber, Mt Assiniboine och Mt Robson samt Burgess Shale |
| 1985 | Québec                    | K   | Historiska områden i Québec |
| 1987 | Newfoundland och Labrador | N   | Gros Morne nationalpark |
| 1995 | Nova Scotia               | K   | Den historiska staden Lunenburg |
| 1995 | Alberta                   | K   | Waterton Glacier internationella fredspark: Waterton Lakes nationalpark (delvis i USA)                                                             |
| 1999 | Québec                    | N   | Miguasha nationalpark |
| 2007 | Ontario                   | K   | Rideaukanalen |
| 2008 | Nova Scotia               | N   | Joggins fossilklippor |

## Kuba
| År   | Typ | Namn                                                         |
| ---- | --- | ------------------------------------------------------------ |
| 1982 | K   | Gamla Havanna med befästningar                               |
| 1988 | K   | Trinidad och Valle de los Ingenios                           |
| 1997 | K   | Kastellet San Pedro de la Roca, Santiago de Cuba             |
| 1999 | N   | Desembarco del Granma nationalpark                           |
| 1999 | K   | Viñalesdalen                                                 |
| 2000 | K   | Arkeologiska landskapet av det första kaffeplantaget på Kuba |
| 2001 | N   | Alexander von Humboldts nationalpark                         |
| 2005 | K   | Cienfuegos historiska stadskärna                             |
| 2008 | K   | Camagüeys historiska centrum                                 |

## Mexiko
| År   | Delstat             | Typ | Namn                                                                                              |
| ---- | ------------------- | --- | ------------------------------------------------------------------------------------------------- |
| 1987 | Chiapas             | K   | Palenque nationalpark och stad                                                                    |
| 1987 | Distrito Federal    | K   | Mexikos äldsta delar med Mexico City och Xochimilco                                               |
| 1987 | Mexiko              | K   | Staden Teotihuacán                                                                                |
| 1987 | Oaxaca              | K   | Det historiska centrala delarna av Oaxaca och de arkeologiska utgrävningarna i Monte Albán        |
| 1987 | Puebla              | K   | De historiska centrala delarna av Puebla                                                          |
| 1987 | Quintana Roo        | N   | Biosfärområdet Sian Ka'an                                                                         |
| 1988 | Guanajuato          | K   | Den historiska staden Guanajuato med närliggande gruvor                                           |
| 1988 | Yucatán             | K   | Chichén Itzá                                                                                      |
| 1991 | Michoacán de Ocampo | K   | De historiska centrala delarna av Morelia                                                         |
| 1992 | Veracruz            | K   | Staden El Tajín från tiden före spanjorerna                                                       |
| 1993 | Baja California     | K   | Klippmålningarna i Sierra de San Francisco                                                        |
| 1993 | Baja California     | N   | Valarnas fristad i El Vizcaino                                                                    |
| 1993 | Zacatecas           | K   | Gamla staden i Zacatecas                                                                          |
| 1994 | Morelos             | K   | De tidigaste 1500-talsklostren på sluttningarna av Popocatépetl (delvis i delstaten Puebla)       |
| 1994 | Puebla              | K   | De tidigaste 1500-talsklostren på sluttningarna av Popocatépetl (delvis i delstaten Morelos)      |
| 1996 | Querétaro Arteaga   | K   | Minnesplatser i Querétaro                                                                         |
| 1996 | Yucatán             | K   | Staden Uxmal från tiden före spanjorerna                                                          |
| 1997 | Jalisco             | K   | Hospicio Cabañas i Guadalajara                                                                    |
| 1998 | Chihuahua           | K   | Arkeologiska platser Paquimé i Casas Grandes                                                      |
| 1998 | Veracruz            | K   | Monumentområdet Tlacotalpan                                                                       |
| 1999 | Campeche            | K   | Historiska fästningen i Campeche                                                                  |
| 1999 | Morelos             | K   | Arkeologiska monument i Xochicalco                                                                |
| 2002 | Campeche            | K   | Mayastaden Calakmul i Campeche                                                                    |
| 2003 | Querétaro Arteaga   | K   | Franciskanermissionerna i Sierra Gorda i Querétaro                                                |
| 2004 | Jalisco             | K   | Luis Barragáns hus och studio                                                                     |
| 2005 | Baja California     | N   | Öar och skyddade områden i Californiaviken (delvis i andra delstater)                             |
| 2005 | Baja California Sur | N   | Öar och skyddade områden i Californiaviken (delvis i andra delstater)                             |
| 2005 | Nayarit             | N   | Öar och skyddade områden i Californiaviken (delvis i andra delstater)                             |
| 2005 | Sonora              | N   | Öar och skyddade områden i Californiaviken (delvis i andra delstater)                             |
| 2006 | Jalisco             | K   | Agavelandskapet och antika industriella anläggningar i Tequila                                    |
| 2007 | Distrito Federal    | K   | Campus central de Ciudad Universitaria tillhörande Universidad Nacional Autónoma de México (UNAM) |
| 2008 | Guanajuato          | K   | Skyddsstaden San Miguel och helgedomen Jesús de Nazareno de Atotonilco                            |
| 2008 | Michoacán de Ocampo | N   | Monarkfjärilens biosfärområde                                                                     |
| 2010 | -flera-             | K   | Camino Real de Tierra Adentro                                                                     |
| 2010 | Oaxaca              | N   | Förhistoriska grottorna Yagul och Mitla i Oaxacas centrala dalgångar                              |

## Nederländska Antillerna(Nederländerna)
| År   | Typ | Namn                                                                           |
| ---- | --- | ------------------------------------------------------------------------------ |
| 1997 | K   | Willemstads historiska område, inre staden och hamnen, Nederländska Antillerna |

## Nicaragua
| År   | Typ | Namn               |
| ---- | --- | ------------------ |
| 2000 | K   | León Viejos ruiner |

## Panama
| År   | Typ | Namn                                                                                  |
| ---- | --- | ------------------------------------------------------------------------------------- |
| 1980 | K   | De militära forten vid Panamas karibiska kust: Portobelo-San Lorenzo                  |
| 1981 | N   | Darien nationalpark                                                                   |
| 1983 | N   | La Amistad nationalpark (delvis i Costa Rica, utvidgat 1990)                          |
| 1997 | K   | Panama Viejos arkeologiska plats och Panama Citys historiska distrikt (utvidgat 2003) |
| 2005 | N   | Coiba nationalpark och dess specialzon för att skydda den marina miljön               |

## Puerto Rico(USA)
| År   | Typ | Namn                      |
| ---- | --- | ------------------------- |
| 1983 | K   | La Fortaleza och San Juan |

## Saint Kitts och Nevis
| År   | Typ | Namn                                 |
| ---- | --- | ------------------------------------ |
| 1999 | K   | Brimstone Hill Fortress nationalpark |

## Saint Lucia
| År   | Typ | Namn                   |
| ---- | --- | ---------------------- |
| 2004 | N   | Pitons Management Area |

## USA
| År   | Provins/Territorium | Typ | Namn |
| ---- | ------------------- | --- | --- |
| 1978 | Colorado            | K   | Mesa Verde nationalpark                                                                                               |
| 1978 | Idaho               | N   | Yellowstone nationalpark (huvudsakligen i Wyoming men även i Idaho och Montana)                                       |
| 1978 | Montana             | N   | Yellowstone nationalpark (huvudsakligen i Wyoming men även Idaho och Montana)                                         |
| 1978 | Wyoming             | N   | Yellowstone nationalpark (delvis även i Idaho och Montana)                                                            |
| 1979 | Alaska              | N   | Kluane/Wrangell-St Elias/Glacier Bay/Tatshenshini-Alsek: Wrangell-St. Elias nationalpark och Glacier Bay nationalpark |
| 1979 | Arizona             | N   | Grand Canyon nationalpark                                                                                             |
| 1979 | Florida             | N   | Everglades nationalpark                                                                                               |
| 1979 | Pennsylvania        | K   | Independence Hall i Philadelphia                                                                                      |
| 1980 | Kalifornien         | N   | Redwood nationalpark                                                                                                  |
| 1981 | Kentucky            | N   | Mammoth Cave nationalpark                                                                                             |
| 1981 | Washington          | N   | Olympic nationalpark                                                                                                  |
| 1982 | Illinois            | K   | Cahokia Mounds, historiskt område                                                                                     |
| 1983 | North Carolina      | N   | Great Smoky Mountains nationalpark (delvis i Tennessee)                                                               |
| 1983 | Tennessee           | N   | Great Smoky Mountains nationalpark (delvis i North Carolina)                                                          |
| 1984 | Kalifornien         | N   | Yosemite nationalpark                                                                                                 |
| 1984 | New York            | K   | Frihetsgudinnan |
| 1987 | Hawaii              | N   | Hawaii Volcanoes nationalpark                                                                                         |
| 1987 | New Mexico          | K   | Chacokulturens nationalhistoriska park                                                                                |
| 1987 | Virginia            | K   | Monticello och University of Virginia i Charlottesville                                                               |
| 1992 | New Mexico          | K   | Pueblo de Taos |
| 1995 | Montana             | N   | Waterton Glacier internationella fredspark (delvis i Kanada)                                                          |
| 1995 | New Mexico          | N   | Carlsbad Caverns nationalpark                                                                                         |
| 2010 | Hawaii              | X   | Papahanaumokuakea |

- För världsarv på Puerto Rico, se på denna sida under Puerto Rico